# Comtat d'Edessa
El Comtat d'Edessa fou el primer estat croat, fundat l'any 1098 a conseqüència de la Primera Croada. Va perdurar fins a l'any 1144.

## Antecedents històrics
El 1095 el nou papa Urbà II va cridar a la guerra santa contra els musulmans que ocupaven Jerusalem i d'altres emplaçaments religiosos a Palestina i ajudar l'emperador romà d'Orient Aleix I Comnè a combatre els turcs que estaven envaint les seves terres a l'Àsia central i Pèrsia. La febre de les croades es va estendre per Europa, amb les promeses del Papa del perdó de tots els pecats per tots els que hi participessin i per les expectatives de riqueses i terres que es podien arrabassar dels musulmans. L'emperador Aleix va pressionar els croats perquè l'ajudessin a expulsar els turcs de les seves terres; una empresa que els croats consideraven secundària respecte a les campanyes a Palestina. A més, Aleix volia que els croats li juressin lleialtat. Finalment Jofré de Bouillon i els altres cavallers van accedir a pronunciar una versió modificada del jurament, comprometent-se a retornar algunes terres a l'emperador romà d'Orient. La primavera del 1097 els croats van marxar cap a la guerra.
Durant la campanya croada cap a Jerusalem es va aconseguir repel·lir les forces seljúcides en la batalla de Dorilèon (1097), aquell mateix any s'assetjaren Antioquia, que molts veien com una causa perduda. Tant és així que alguns croats van decidir tornar a Europa, i Aleix I va decidir no enviar-hi l'ajuda promesa. Quan els croats van aconseguir prendre la ciutat, van decidir que el seu jurament a l'emperador romà d'Orient quedava des d'aleshores sense efecte. Després d'aquesta victòria, els croats estaven dividits sobre el camí a prendre.
Bohemon de Tàrent, que havia estat el primer a entrar a Antioquia reclamava la ciutat per a ell, i va decidir quedar-s'hi per assegurar les seves noves possessions fundant el Principat d'Antioquia. Balduí de Bouillon va escollir quedar-se al Comtat d'Edessa, l'estat croat que havia fundat a Edessa arran de la conquesta de la ciutat d'Edessa el 1098. Balduí fou escollit rei de Jerusalem el 1100, de manera que el tron d'Edessa va passar a mans del seu cosí Balduí du Bourg (1100-18), el qual, en esdevenir també rei de Jerusalem, el cedí al seu cosí Joscelí de Courtenay (1118-31) i després al seu fill Joscelí II d'Edessa (1131-44).

## Edessa abans de l'arribada dels croats
El comtat d'Edessa no és realment una creació de la Primera Croada. El 1050, la vila era encara romana d'Orient, fins que l'armeni Filàret Bracami se n'apoderà el 1077. Ell era aleshores al capdavant d'un principat que s'estenia des d'Antioquia de l'Orontes a Edessa. El seu poder i la seva situació geogràfica molestava els turcs seljúcides, que li prengueren ràpidament la major part de les seves terres, deixant-li només la rodalia de Marash.
Edessa fou presa el 1087 pels seljúcides, després d'una campanya que començà el 1086, i el soldà seljúcida Màlik-Xah I confià la vila a l'emir turc Buzan Şanlıurfa(mort el 1094). A la mort de Màlik-Xah (1092), el seu germà Tútuix I provà d'atacar els seus nebots per apoderar-se del soldanat, i obligà Buzan i Aq Sunqur al-Hajib, governador d'Alep, a acompanyar-lo en la seva expedició. Tanmateix, en el moment de la batalla decisiva, els dos governadors abandonaren Tutuş. Aquest últim, aleshores, fou obligat a retirar-se, però atacà Alep en represàlia i matà Aq-Sunqor el 1094, quan veié que Buzan venia a ajudar-lo.

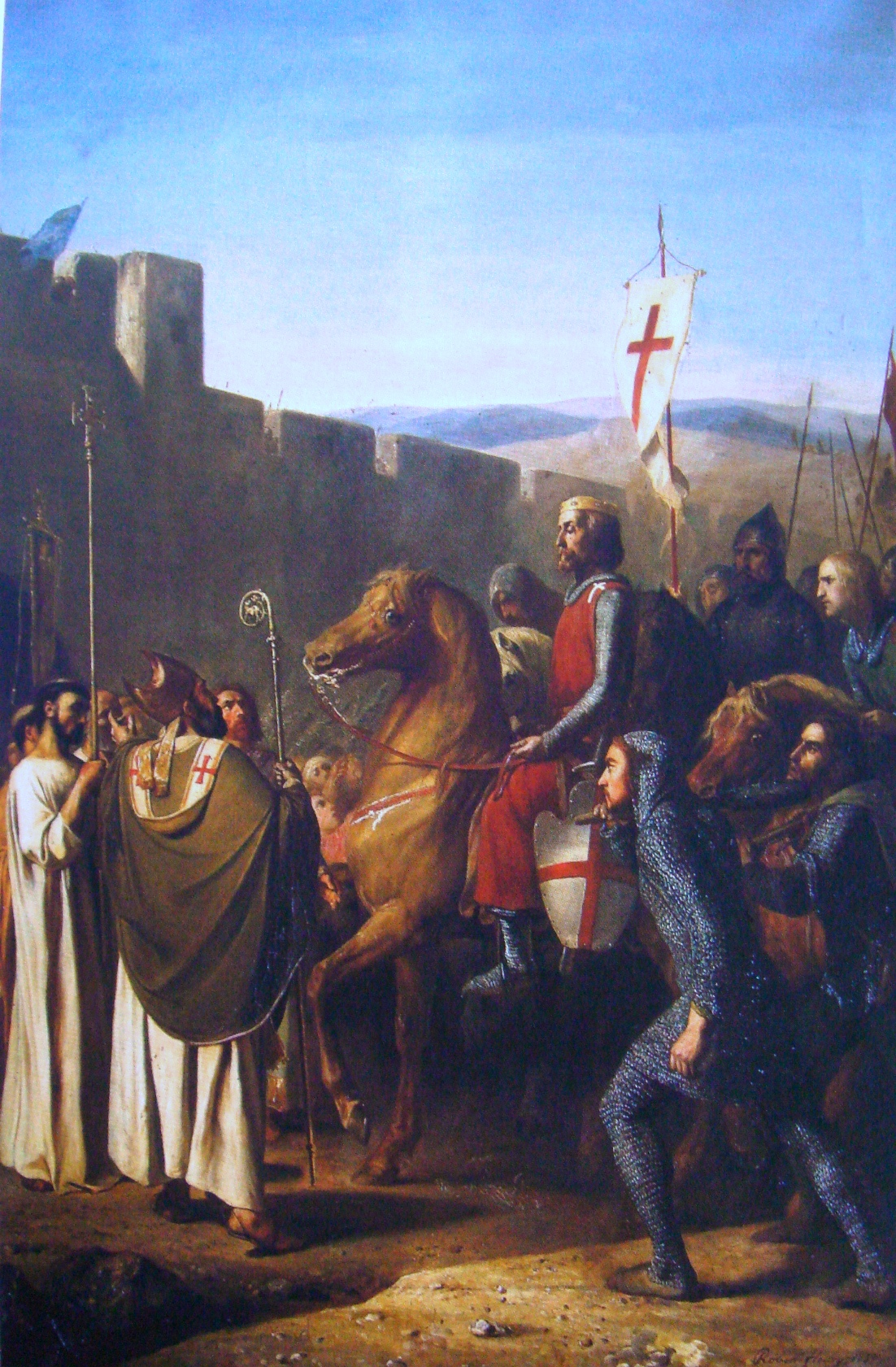
Entrada de Balduí de Boulgone a Edessa (quadre de J. Robert-Fleury, 1840)

El 1095, un antic lloctinent de Filàret, Thoros (no confongueu amb el seu homònim, rei d'Armènia Menor), eliminà la guarnició seljúcida de la ciutadella d'Edessa i es feu amo de la vila. Resistí els atacs seljúcides, però davant la pressió cada cop més creixent, va haver de demanar ajut als croats, que venien de posar setge a la ciutat d'Antioquia de l'Orontes (1098). Balduí de Boulogne, germà de Jofré de Bouillon, respongué a la crida i vingué amb uns quants cavallers, prenent possessió pel camí de les ciutats de Turbessel i de Ravendel, les poblacions armènies de les quals s'havien revoltat contra els turcs en saber que s'apropava. Ell s'imposà, a poc a poc, a dins del govern de la vila, amenaçant d'abandonar-la amb els croats. D'aquesta manera, obligà Thoros a adoptar-lo com a successor. Thoros morí poc després, en el transcurs d'un motí popular, el 9 de març del 1098, potser amb la complicitat de Balduí, el qual esdevingué aleshores comte d'Edessa.

## Balduí I d'Edessa
En el moment del seu adveniment, el comtat d'Edessa es reduïa a la vila i el seu voltant, a més de les ciutats de Turbessel i Ravendel. Els ortúkides tenien la rodalia de Sarudj, ocupada per Sukman I i Mardin, ocupada per Yakuti ibn Alpyaruk, nebot de l'anterior. Els danixmendites dominaven el nord fins a Samosta i els romans d'Orient tenien la regió de Marash, a la vora de Cilícia, que els havia estat retornada pels croats el 1097. Algunes viles citades, com ara Bira i Malatya, eren en mans de governants.
Els dos primers objectius de Balduí I foren la conciliació amb la població armènia, per tal que ella sabés que la seva protecció estava sempre assegurada, malgrat la seva presa del poder, i augmentar el territori del comtat. Pel primer objectiu, es casà amb una noble armènia, una estratègia que fou represa pels seus dos successors. Pel segon, començà a ocupar el territori situat entre Edessa i l'Èufrates, prenent Saruj a Balak, l'ortúkida, i Samosata al turc Ibn-Ghazi Balduk, probablement un segon danixmendita. Quan Balduí s'assabentà de la mort del seu germà Jofré de Bouillon, confià el comtat al seu cosí Balduí de Bourg, i s'atansà a Jerusalem per ser-hi coronat rei.

## Balduí II d'Edessa

Expansió del comtat d'Edessa del 1098 al 1131.

Balduí II continuà la política del seu predecessor. Va establir una aliança amb Gabriel de Malatya, senyor de Malatya, que tenia necessitat de la seva protecció enfront dels Dashmendides, i es casà amb la seva filla Morfia de Malatya.
Els romans d'Orient, que tenien Marash sota el seu control des del 1097, hi havien nomenat un governador armeni, Thatoul, però els croats volien aquest lloc. En primer lloc, Bohemon de Tàrent tractà de prendre el lloc el 1100, abans de ser cridat en socors de Malatya i capturat pels turcs. Aleshores, Joscelí de Courtenay, senyor de Turbessel, s'apoderà de la vila, que esdevingué comtat tributari.
El mateix any, els croats d'Antioquia i d'Edessa organitzaren una operació concertada contra Hararn, amb l'objectiu d'obrir la ruta que permetria de prendre Mossul, i després Bagdad. Però les querelles entre els comandants croats retardaren l'operació i permeteren als caps musulmans d'organitzar la defensa de la vila, després de l'arribada d'un exèrcit de socors que havia derrotat els croats el 7 de maig del 1104. Balduí II i Joscelí de Courtneay foren capturats, Tancred assegurà la defensa d'Edessa assetjada, mentre que Bohemon de Tàrent se'n va anar a correcuita per cercar un exèrcit de socors. Durant la captivitat de Balduí II, el comtat fou administrat per Tancred el qual, havent igualment d'assegurar la regència del Principat d'Antioquia, el confià a Ricard de Salern, el qual ho aprofità per rescatar els habitants d'Edessa.
Balduí II i Joscelí de Courneay foren alliberats el 1108, retornaren a Edessa i en reprengueren el control, però les exaccions (impostos) de Tancred i de Ricard de Salern, mentre durà llur captivitat, així com la poca pressa per negociar el seu alliberament, que finalment es va produir sense llur ajut, suscitaren llur còlera, i es trobaren contra el Principat d'Antioquia. Aliat amb Jâwali Saqâwâ, atabeg de Mossul, envaí el Principat d'Antioquia, però fou repel·lit per Tancred, aliat amb Ridwan ibn Tutush, soldà d'Alep. Tancred no s'atreví a perseguir-lo, tement l'arribada d'un exèrcit de socors conduït per Jawali. Els armenis, temerosos de caure altre cop sota el domini dels normands per causa de la victòria de Tancred, consideraren un instant d'emancipar-se de la dominació llatina, abans de veure retornar Balduí II.
Però els musulmans començaren a organitzar-se en contra de la croada, i la vila d'Edessa era llur primer objectiu. Mawdûd ibn Altûntâsh, el nou atabeg de Mossul, assetjà Edessa un primer cop el 1110, i va assolar tot el territori que envoltava la ciutat. El rei Balduí I envià un exèrcit de socors, que forçà l'aixecament del setge, però els territoris a l'est de l'Eufrates van ser evacuats, donat que es pensava que estaven massa exposats a les ràtzies turques. Mawdud intentà una nova incursió l'abril del 1112 i, després d'haver intentat prendre Edessa, assetjà Saruj. Joscelí de Courtneay, que defensava la vila, feu una sortida que prengué els turcs per sorpresa i saquejà el seu camp. Els turcs retornaren aleshores a llur projecte de setge d'Edessa, però Joscelí havia arribat de nou a la vila per ajudar Balduí. Aconseguí de frustrar el complot d'alguns armenis que es disposaven a lliurar la vila als turcs.
La part del comtat d'Edessa sobre la riba oriental de l'Eufrates era constituïda per algunes viles inexpugnables, envoltades de camps despoblats i assolats pels turcs, en el mateix moment que la riba occidental, al voltant de Turbessel estava en plena prosperitat. El 1113 Balduí, arruïnat per les invasions turques, s'apoderà de Turbessel, en detriment del seu senyor Joscelí I d'Edessa, el qual es retirà al Regne de Jerusalem, on el rei Balduí li confià el Principat de Galilea. Aprofitant-se de la presència de Balduí a Turbessel, els armenis intentaren de nou lliurar la vila a Mawdud, però el complot fou descobert i Balduí ordenà, l'11 de maig del 1113, que tots els armenis fossin expulsats de la vila d'Edessa. Al febrer del 1114 se'ls perdonà i els permeté de retornar a la vila. Un senyor armeni de Kaisun, entre el comtat i la Cilícia, Vasil Dgha, acceptà d'ésser vassall dels turcs, i Balduí decidí de sotmetre'l, per evitar d'ésser pres en tenalla. Vasil Dgha intentà demanar socors davant de Toros I, però aquest darrer va lliurar Vassil a Balduí, el qual s'apoderà de Kaisun i de Raban. Després Balduí eliminà els darrers senyors armenis de Bira i de Gargar, que foren reemplaçats per senyors francs.Grousset explica que a partir d'aquesta data, l'existència d'una senyoria purament franca, veïna d'un principat purament armeni (Armènia Menor), havia de disminuir els riscos d'interferència en la seva política interior i havia de reforçar les relacions entre els croats i els armenis.

## Joscelí I d'Edessa
El rei Balduí I de Jerusalem morí el 2 d'abril del 1118, en el moment que Balduí de Bourg se n'havia anat d'Edessa per fer les seves ofrenes a Jerusalem. Hi arribà el dia de les exèquies del rei i, amb l'ajut d'Arnoul de Roeux, patriarca de Jerusalem, i de Joscelí de Courtenay, amb qui s'havia reconciliat, incità els barons de l'Alta Cort del Regne a veure la seva candidatura amb ulls favorables, en detriment dels drets d'Eustaqui III de Boulogne, el germà del difunt rei. Balduí fou elegit i consagrat rei de Jerusalem el 14 d'abril del 1118. En retornar, Balduí, que havia confiat temporalment el comtat d'Edessa a un dels seus cosins, Galéran du Puiset, donà definitivament el tron a Joscelí de Courtenay, a les darreries del mes d'agost del 1119.
Però heus ací que fou capturat el 1112 per Nur al-Dawla Balak, de la mateixa manera que el rei Balduí II, que havia anat a ajudar-lo. La regència del comtat era assegurada per Jofré el menor, senyor de Marash. Per fidelitat, una vintena de soldats armenis se n'anaren a Kharpout, on es detingueren i intentaren un cop de força que aconseguí alliberar Joscelí, però fracassà per a Balduí II. Joscelí se'n venjà de seguida, devastant els voltants d'Alep, que pertanyien a Balak, després participà en la coalició francosiriana contra Ak Sunkur al-Bursuki, atabeg de Mossul, el 1124. Més endavant, les seves incursions li permeteren de progressar vers l'est i estendre el comtat d'Edessa fins al curs del Tigris, vers Mardin i Amida. El 1131, quan es trobava assetjant el castell de Tell-Arran, convertit en un cau de lladres, per destruir-lo, se li enfonsà una sapa al capdamunt i quedà greument ferit. S'adonà poc després que Ghazi Gumuchtegin, emir dashmenida, envaí l'oest dels seus estats i, constatant que el seu fill Joscelí refusava continuar-hi, al·legant que li mancaven tropes, s'atansà en llitera per fer front a l'exèrcit de Ghazi. Aquest últim preferí retirar-se, sabent que Joscelí havia donat proves de seny militar en el passat. Finalment, Joscelí morí a Doulok, i va deixar el comtat al seu fill, que s'havia mostrat temorós.<

## Joscelí II i la caiguda del comtat

Fi i caiguda del comtat d'Edessa, del 1131 al 1150.

Joscelí II d'Edessa, el nou comte, va mostrar ràpidament que no tenia l'envergadura del seu pare. Començà per sostenir les pretensions de la princesa Alix d'Antioquia contra Folc V d'Anjou, rei de Jerusalem, però el rei es feu càrrec de les regnes amb facilitat. El 1138, participà amb Ramon de Poitiers contra Alep i també participà en el setge de Xaizar, però els francs només sostingueren suaument les accions romanes d'Orient, sent així que l'emperador Joan II Comnè acabà per abandonar l'empresa, arruïnant les esperances de fer d'Alep un nou estat llatí. Vers 1141-1143, Joscelí conclogué una aliança amb els ortúkides, amenaçat igualment per Zengi. Aquesta aliança hagués pogut ser d'una talla suficient per vèncer Zengi, però els ortúkides s'adonaren del caràcter enemistòs de Joscelí, i preferiren de posar-hi fi i acostar-se a Zengi. Joscelí es trobava isolat, perquè s'havia enemistat amb Ramon de Poitiers. Zengi decidí aleshores d'enviar un exèrcit que prengué Edessa el 23 de desembre del 1144, i després Saruj el febrer del 1145. Assetjà Bira en març del 1145, però no aconseguí prendre la vila.
Zengi fou assassinat el 15 de setembre del 1146, i Joscelí II en tragué profit per reconquerir Edessa el 27 d'octubre del 1146. Però Nur-ad-Din Muhàmmad, el fill de Kara Arslan, assetjà de nou la vila, d'on Joscelí fugí el 2 de novembre del 1146. Edessa fou reconquerida poc després i la seva població cristiana, que era siriana o armènia, fou massacrada.
Joscelí es replegà sobre Turbessel. La presa d'Edessa suscità una Segona Croada a Europa, i l'arribada d'aquesta croada forní un respir a les restes del comtat d'Edessa, reduïdes a la riba oest de l'Eufrates. Però els croats, per comtes de mirar de combatre Nur ad-Din Muhammad i reconquerir Edessa, es giraren contra Damasc, tot i ser aliats dels francs. Quan se'n tornaren cap a Europa, el 1149, Nur ad-Din reprengué l'ofensiva. El 29 de juny del 1149, derrotà els francs d'Antioquia a Ma'arratha i matà Ramon de Poitiers.
Mentre s'apoderava d'una part del Principat d'Antioquia, Joscelí es lliurà al luxe i als plaers, i es feu perseguidor dels cristians, per comtes de tractar d'assegurar la defensa del comtat. Masud I, soldà seljúcida de Konya, ho aprofità per prendre Mar'ash i assetjar Turbessel, però la intervenció del rei Balduí III de Jerusalem l'obligà a batre's en retirada. Kara Arslan, emir ortúkida de Kharpuyt, s'apoderà de Gargar el 1150. Joscelí fou capturat el 4 de maig del 1150, en el moment que es rendí a Antioquia, i fou empresonat a Alep, on morí el 1159. La seva dona Beatriu intentà defensar Turbessel en nom del seu fill, Joscelí III d'Edessa però, de passada, obtingué l'acord del reí Balduí per vendre les seves possessions (és a dir, Turbessel, Doulouk, Rawadan, Aintab i llurs rodalies) als romans d'Orient l'agost del 1150. Aquests últims foren incapaços de defensar llurs noves possessions i Turbessel fou presa per Nur ad-Din el 12 de juliol del 1151.

## Organització feudal
Per bé que era l'estat llatí d'Orient més allunyat del Regne de Jerusalem, els lligams familiars entre els comtes d'Edessa i els reis de Jerusalem afermaren particularment els lligams feudals entre ambdós estats, posant el comte d'Edessa sota la sobirania efectiva del rei de Jerusalem.
Balduí de Boulogne, el primer comte, no s'hi quedà pas gaire temps. El 1100, prengué la successió a Jerusalem del seu germà, Jofré de Bouillon, esdevenint el rei Balduí I i confià el comtat a un dels seus cosins, Balduí del Bourg, que l'havia acompanyat a Edessa. Quan Balduí I morí, els barons del regne escolliren com a successor Balduí del Bourg, que fou coronat amb el nom de Balduí II. Després d'haver confiat la regència del comtat a un dels seus cosins, Galéran du Puiset, acabà per atorgar Edessa a un altre cosí, Joscelí de Courtenay. Fou així que els comtes d'Edessa mantingueren llur feu directament de la mà del rei de Jerusalem, contràriament al Principat d'Antioquia i al Comtat de Trípoli, on la successió fou ràpidament feta basant-se en el mode de l'heretatge filiatiu, per bé que, en absència d'un senyor major, el rei de Jerusalem era regent de dret d'aquests principats.
El comtat d'Edessa tenia molts vassalls. Tot sovint es tractava de senyors armenis que s'havien posat sota la protecció croada per tal de resistir a la pressió musulmana. A partir d'aleshores, aquests feus passaren directament a mans dels nobles francs.

### La senyoria de Bira
Des del 1099, Balduí de Boulogne es feu amo de Bira, que és un punt estratègic, car la vila li assegurava un punt de pas sobre l'Eufrates i, per tant, un punt de comunicacions amb el Principat d'Antioquia. En un primer temps, deixà a la vila un governant armeni, el nom del qual era Abelgh'arib, de la família dels Pahlavouni. Però a partir del 1115, el comte Balduí del Bourg tractà d'eliminar la noblesa armènina, mitjançant nombrosos complots, assetjà Bira el 1117 i prengué la vila. Abelg'arib es retirà a la cort de Toros II, príncep del Regne d'Armènia Menor i Balduí donà el feu al seu cosí Galéran du Puiset, que es casà amb la filla d'Abelgh'arib Després de la conquesta d'Edessa, Zengi intentà de prendre Bira, però hagué d'aixecar el setge a causa d'un motí a Mossul. Bira fou cedida el 1150, amb la resta del comtat d'Edessa als romans d'Orient, els quals la perderen el 1151
Senyors de Bira
- 1099-1117: Abelg'arib
- 1117-1127: Galéran du Puiset (mort el 1127)

### La senyoria de Maraix
Vint-i-cinc anys abans de l'arribada de les croades, Maraix fou confiada a Filàret Bracami per Romà IV Diògenes, emperador romà d'Orient. Després de la batalla de Mantziciert, el 1071, Filàret s'aprofità del seu isolament de l'imperi per fer-se un principat a Cilícia i al voltant d'Edessa i Antioquia, però les seves possessions foren preses pels turcs i sols Maraix restà en el seu poder. Filàret va morír entre el 1086 i el 1092, però Maraix restà armènia, i quan els croats s'hi atansaren el 13 d'octubre del 1097, la deixaren als romans d'Orient, els quals feren governador un armeni del nom de Thatoul.
Bohemon de Tàrent intentà prendre la vila, assetjant-la el 1100, però aixecà el setge per socórrer Gabriel de Malatya i fou capturat poc després pels turcs El 1104, foren els francs d'Edessa, conduïts per Joscelí de Courtenay, aleshores senyors de Turbessel, els qui assetjaren i preneren la vila. Maraix esdevingué aleshores una senyoria franca (croada), donada a diversos senyors successivament, els noms dels quals no coneixem del tot bé. Entremig d'ells, hi hagué Jofré el Monjo, regent del comtat d'Edessa durant la captivitat de Joscelí de Courtenay. El darrer senyor, Renaud, fou mort al mateix temps que Ramon de Poitiers, en la batalla d'Inab, el 28 de juny del 1149. Joscelí II reuní aleshores la senyoria amb el seu comtat, però fou negligent a l'hora d'atribuir-li una guarnició suficient i Masud I s'apoderà de la vila l'11 de setembre del 1149.
Senyors de Maraix
- 1097-1104 : Thatul, governador armeni en nom de l'Imperi Romà d'Orient
- 1104-1108 : Roger de Salern (mort el 1119), tot seguit regent d'Antioquia[35]
- abans del 1119-1124 : Jofré el Monjo (mort el 1124)
- abans del 1136-1146 : Balduí de Marash (mort a Edessa en novembre del 1146)
- 1146-1149 : Renaud (mort el 1149), casat amb Agnès de Courtenay

### La senyoria de Meliten
La vlia de Malatya era en mans de l'armeni Gabriel de Malatya, el qual l'havia rebuda de Filàret Bramkhamios. Amenaçat pels danixmendides, demanà successivament l'ajut i la protecció de Bohemon de Tàrent, príncep d'Antioquia, el 1100, i després Balduí del Bourg, comte d'Edessa, el 1101, oferint a aquest darrer la mà de la seva filla, Morfia de Malatya. Però la població siríaca de Malatya es revoltà i lliurà la vila a Danishmend, el qual feu matar Gabriel.
Senyor de Malatya
- 1085-1103 : Gabriel de Malatya

### La senyoria de Turbessel
Turbessel fou una de les primeres possessions de Balduí de Boulogne, car la població armènia de la vila es revoltà a principis de l'any 1098 contra la seva guarnició, després del seu pas en direcció a Edessa. En març del 1098, Balduí de Boulogne era comte d'Edessa i rebé a l'agost el seu germà Jofré de Bouillon, que havia marxat d'Antioquia per causa de la pesta que s'hi havia declarat. Balduí li donà en feú Ravendel i Turbessel, però Jofré els va retornar pel novembre, quan la croada reprengué el camí en direcció a Jerusalem (després Jofré seria nomenat primer rei de Jerusalem).
El 1101, el comte Balduí acollí en Edessa un dels seus cosins, Joscelí de Courtenay, i li donà Turbessel en feu. Joscelí secundà Balduí en les seves expedicions contra els musulmans, però les incursions turques que saquejaven els camps a l'est de l'Eufrates, entre el 1110 i el 1113, emprobriren el domini comtal de Balduí. Al contrari, la senyoria de Turbesel, a l'oest de l'Eufrates es trobava en plena prosperitat, protegida pel riu. La falta d'entesa s'instal·là entre els dos senyors francs, i Balduí acabà per confiscar la senyoria, que fou ràpidament afegida al domini comtal i esdevingué una de les residències dels comtes d'Edessa. Després de la presa d'Edessa, el 1144, Turbessel esdevingué la capital del comtat, abans d'ésser cedida als romans d'Orient en 1150, i a continuació presa per Nur ad-Din el 1151
La caiguda d'Edessa el 1144 a mans d'Imad-ad-Din Zengi I va ser el primer gran contratemps per als Estats croats i va provocar la Segona Croada. Totes les croades posteriors es van veure alterades per les incerteses estratègiques i els desacords. La Segona Croada ni tan sols no va intentar recuperar Edessa, calculant que era estratègicament millor prendre Damasc, però la campanya va fracassar i Edessa es va perdre per als cristians.
Senyors de Turbessel
- 1098: Jofré de Bouillon
- 1101-1113: Joscelí de Courtenay

## Llista de comtes d'Edessa
- Balduí I d'Edessa (1098-1100)
- Balduí II d'Edessa (1100-1118)
- Joscelí I d'Edessa (1118-1131)
- Joscelí II d'Edessa (1131-1144)